# Théodore Skoutariotès

Théodore Skoutariotès (en grec Θεόδωρος Σκουταριώτης) fut un clerc et dignitaire byzantin contemporain de Michael VIII Paléologue (1259–1282).
Skoutariotès naquit vers 1230. En tant que diacre, il eut la charge de epi ton deeseon (maître des requêtes) et fut nommé dikaiophylax en 1270. Il fut ambassadeur de Michel VIII auprès du pape en 1277, et fut métropolite de Cyzique de 1277 jusqu'à sa déposition en 1282.
L'historien allemand A. Heisenberg identifie Skoutariotès avec l'auteur anonyme d'une chronique préservée dans la Biblioteca Marciana de Venise (Marc. gr. 407), qui s'étend de la Genèse à 1261. Cette chronique est précieuse par les compléments qu'elle apporte à l'Histoire de Georges Akropolitès, qui sont importants pour l'histoire du XIIIe siècle byzantin.

## Sources
- (en) Konstantinos Zafeiris, « The issue of the authorship of the Synopsis Chronike and Theodore Skoutariotes », Revue des études byzantines, vol. 69,‎ 2011, p. 253-263 (lire en ligne)